# Chantemelle
Chantemelle (Gaumais: Tchantmiele) is een plaats in de Belgische streek de Gaume in de provincie Luxemburg en sinds de gemeentelijke herindeling van 1977 in het arrondissement Virton een deelgemeente van Étalle.
In 1892 werd Chantemelle opgericht als afsplitsing van Vance.

## Demografische ontwikkeling
- Bronnen:NIS, Opm:1831 tot en met 1970=volkstellingen

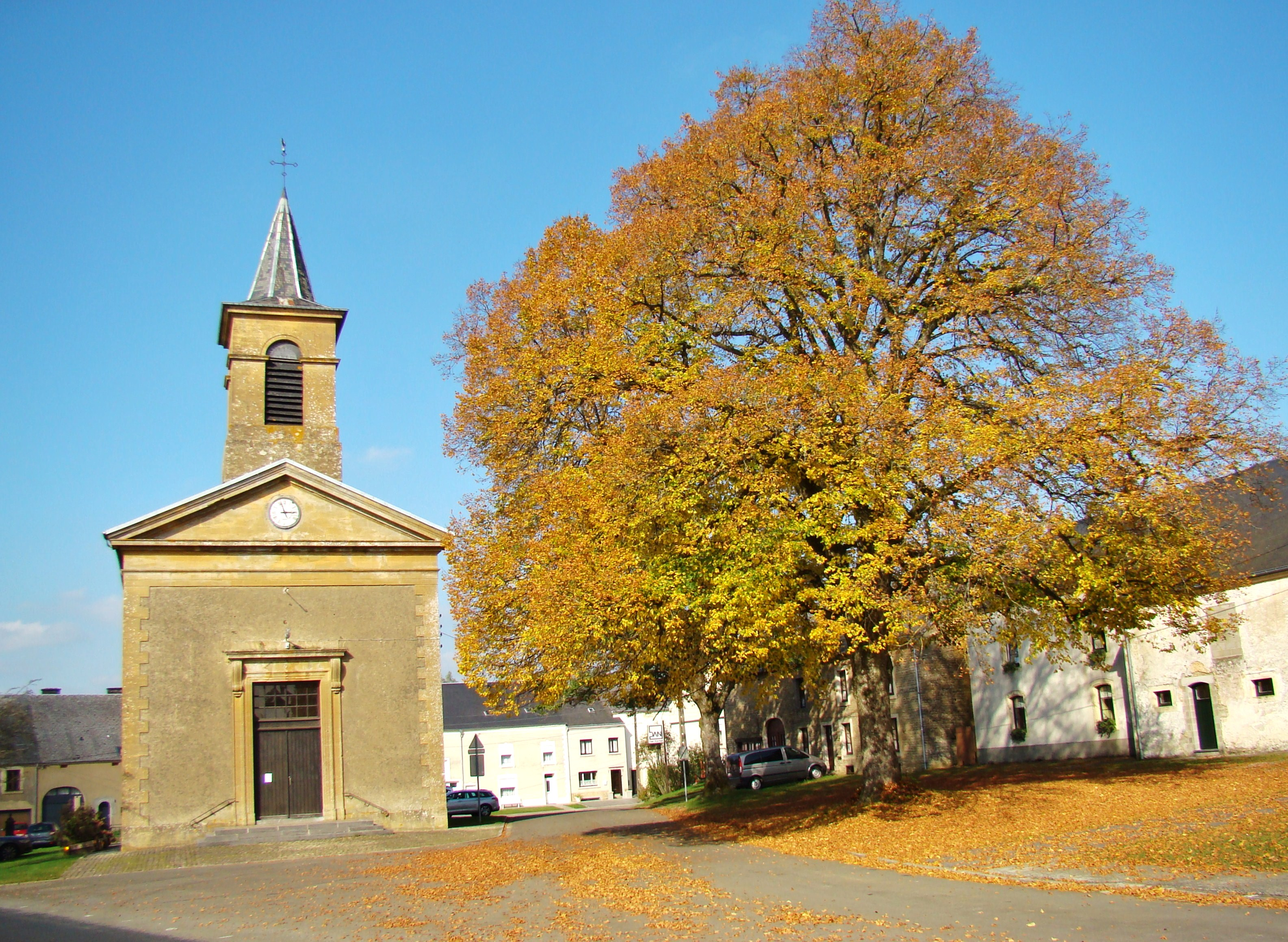
Sint Michielskerk

Deelgemeenten: Buzenol · Chantemelle · Étalle · Sainte-Marie · Vance · Villers-sur-Semois

Overige dorpen: Croix Rouge · Fratin · Huombois · Lenclos · Mortinsart · Sivry · Villers-Tortru

Belgische gemeenten · Arrondissement Virton · Luxemburg · Wallonië